# Pierluigi Ronzon
Pierluigi Ronzon (Gemona del Friuli, Provincia de Udine, Italia, 7 de marzo de 1934) es un exfutbolista italiano. Se desempeñaba en la posición de defensa.

## Selección nacional
Fue internacional con la selección de fútbol de Italia en 1 ocasión. Debutó el 13 de marzo de 1960, en un encuentro amistoso ante la selección de España que finalizó con marcador de 3-1 a favor de los españoles.

## Clubes
| Club            | País   | Año         |
| --------------- | ------ | ----------- |
| U. C. Sampdoria | Italia | 1952 - 1957 |
| Atalanta B. C.  | Italia | 1957 - 1960 |
| A. C. Milan     | Italia | 1960 - 1961 |
| S. S. C. Napoli | Italia | 1961 - 1967 |
| S. S. Lazio     | Italia | 1967 - 1968 |

## Palmarés

### Campeonatos nacionales
| Título      | Club            | País   | Año     |
| ----------- | --------------- | ------ | ------- |
| Serie B     | Atalanta B. C.  | Italia | 1958-59 |
| Copa Italia | S. S. C. Napoli | Italia | 1961-62 |